# تفکیک (علم مواد)
در علم مواد، جداسازی یا تفکیک عبارت است از غنی سازی اتم‌ها، یون‌ها یا مولکول‌های موجود در یک ناحیه میکروسکوپی از یک سیستم مواد. در حالی که اصطلاحات تفکیک و جذب سطحی اساساً مترادف هستند، اما در عمل، تفکیک اغلب برای توصیف پارتیشن‌بندی اجزای مولکولی تا عیوب محلول‌های جامد استفاده می‌شود، در حالی که معمولاً از جذب سطحی برای توصیف چنین تقسیم‌بندی از مایعات و گازها به سطوح استفاده می‌شود. تفکیک در سطح مولکولی که در این مقاله مورد بحث قرار می‌گیرد، از سایر انواع پدیده‌های مواد که اغلب به آن تفکیک گفته می‌شود، از جمله تفکیک ذرات در مواد دانه‌ای و جداسازی فاز یا ته‌نشینی که در آن مولکول‌ها به مناطق ماکروسکوپی ترکیبات مختلف تفکیک می‌شوند، متمایز است. جداسازی عواقب عملی بسیاری دارد، از تشکیل حباب‌های صابون، گرفته تا مهندسی ریزساختار در علم مواد، و تثبیت سوسپانسیون‌های کلوئیدی.
جداسازی می‌تواند در طبقه‌های مختلف مواد اتفاق بیفتد. در جامدات پلی کریستالی، جداسازی در عیوب کریستالی مانند نابجایی‌ها، مرزدانه‌ها، گسل‌های انباشته شده یا رابط بین دو فاز اتفاق می‌افتد. در محلول‌های مایع، به دلیل ترکیبی از اثرات شیمیایی و الکتریکی، شیب‌های شیمیایی نزدیک به مراحل دوم و سطوح وجود دارند.
جداسازی‌ای که در سیستم‌های به خوبی متعادل شده به دلیل خصوصیات شیمیایی سیستم رخ می‌دهد، تفکیک تعادلی نامیده می‌شود. جداسازی‌ای که به دلیل سابقه پردازش نمونه اتفاق می‌افتد (اما این امر در زمان‌های طولانی ناپدید می‌شود) تفکیک غیر تعادلی نامیده می‌شود.

## تاریخ
تفکیک تعادلی با اختلال مشبک در رابط‌ها همراه است، جایی که محل‌هایی از انرژی، متفاوت با آن‌هایی که درون شبکه هستند موجود است که در آن اتم‌های محلول می‌توانند ته‌نشین شوند. تفکیک تعادلی به این دلیل نامگذاری شده‌است که اتم‌های حل‌شده طبق آمار ترمودینامیک به منظور به حداقل رساندن انرژی آزاد کل سیستم، خود را به رابط‌ها یا سطوح تفکیک می‌کنند. این نوع از تقسیم اتم‌های حل‌شده بین مرزدانه و شبکه توسط مک لین در سال ۱۹۵۷ پیش‌بینی شده بود.
تفکیک غیرتعادلی، اولین بار توسط وستبروک در سال ۱۹۶۴، نظریه‌پردازی شد. این تفکیک در نتیجهٔ جفت شدن حل‌شونده‌ها با جاهای خالی ای است که در حال حرکت به سمت منابع مرزدانه یا ته‌نشینی هنگام فرونشاندن یا تحت تنش هستند. این تفکیک‌ها همچنین می‌تواند در نتیجهٔ انبوه‌سازی محلول در حال حرکت اتفاق بیفتد.
تفکیک‌های غیرتعادلی دو ویژگی اصلی دارند که به کمک آن‌ها به راحتی از تفکیک‌های تعادلی تشخیص داده می‌شوند. در اثر غیرتعادلی، مقدار جداسازی با افزایش دما افزایش می‌یابد و آلیاژ بدون کوئنچ کردن بیشتر می‌تواند یکدست شود زیرا کمترین حالت انرژی آن با توزیع یکنواخت حل‌شونده مطابقت دارد. در مقابل، حالت تعادل تفکیک شده، به تعبیر، پایین‌ترین حالت انرژی در سیستم است که تفکیک تعادلی را نشان می‌دهد و با افزایش دما، میزان اثر تفکیک کاهش می‌یابد. قرار نیست جزئیات تفکیک غیرتعادلی در اینجا مورد بحث قرار گیرد، اما می‌توانید در مقالهٔ هری و مارویک مشاهده کنید.

## اهمیت
جداسازی یک ماده حل‌شونده تا سطوح و مرزدانه‌ها در جامد، قسمتی از ماده را با ترکیب گسسته و ویژگی‌های خاص خود تولید می‌کند که می‌تواند تأثیرات مهم (و گاهی مضر) بر خصوصیات کلی ماده داشته باشد. می‌توان این مناطق با غلظت املاح افزایش یافته را به عنوان سیمان بین آجرهای ساختمان تصور کرد. تمامیت ساختاری ساختمان نه تنها به خصوصیات مواد سازندهٔ آجر، بلکه به خواص خطوط طولانی ملات در بین آن نیز بستگی دارد.
به عنوان مثال، جداسازی به مرزدانه‌ها، می‌تواند منجر به شکستگی مرزدانه در اثر تردی مزاج، شکنندگی خزش، ترک خوردگی تسکین جوش‌ها ،تردی هیدروژن، خستگی در اثر محیط، خوردگی مرزدانه و برخی از انواع ترک‌خوردگی‌های تنشی بین دانه‌ای شود. یک زمینه بسیار جالب و مهم برای مطالعهٔ فرایندهای جداسازی ناخالصی شامل AES مرزدانه‌های مواد است. این تکنیک شامل شکستگی کششی نمونه‌های خاص به‌طور مستقیم در داخل محفظه UHV طیف‌سنج الکترونی Auger است که توسط Ilyin ساخته شده‌است. جداسازی مرزدانه‌ها نیز می‌تواند بر میزان مهاجرت مربوطه تأثیر بگذارد، و همین‌طور بر قابلیت نفوذپذیری، و همچنین در انتشار مرزدانه تأثیر می‌گذارد (اگرچه بعضی اوقات می‌توان از این اثرات سودمند استفاده کرد).
جداسازی در سطوح آزاد نیز عواقب مهمی دارد که شامل خلوص نمونه‌های متالورژی می‌شود. به دلیل تفکیک مطلوب برخی ناخالصی‌ها بر روی سطح ماده، غلظت بسیار کمی ناخالصی در بخش عمده نمونه می‌تواند منجر به پوشش بسیار قابل توجهی از ناخالصی روی سطح شکاف نمونه شود. در کاربردهایی که یک سطح فوق خالص لازم است (برای مثال، در برخی از برنامه‌های فناوری نانو)، جداسازی ناخالصی‌ها در سطوح به خلوص بسیار بالاتری از عمده مواد نیاز دارد نسبت به زمانی که اثرات تفکیک وجود نداشت. شکل زیر این مفهوم را با دو مورد نشان می‌دهد که در آن بخش کل اتم‌های ناخالصی ۰٫۲۵ (۲۵ اتم ناخالصی در ۱۰۰ اتم) است. در سمت چپ، این ناخالصی‌ها به‌طور مساوی در کل نمونه توزیع شده‌اند، بنابراین پوشش سطح کسری اتم‌های ناخالصی نیز تقریباً ۰٫۲۵ است. در سمت راست، همان تعداد اتم ناخالصی روی سطح تفکیک شده قرار دارند، به طوری که یک مشاهده از ترکیب سطح کسر ناخالصی بسیار بالاتری را به همراه خواهد داشت (در این مورد، حدوداً ۰٫۶۹). در حقیقت، در این مثال، کسر ناخالصی‌ای برابر با فقط ۰٫۳۶ می‌تواند سطح ماده را کاملاً بپوشاند. در کاربردی که فعل و انفعالات سطح مهم باشند، این نتیجه می‌تواند فاجعه‌بار باشد.
در حالی که مشکلات شکست بین‌دانه‌ای که در بالا به آنها اشاره شد، گاهی اوقات شدید است، اما به‌ندرت دلیل اصلی خرابی سرویس‌ها (به عنوان مثال در فولادهای ساختاری) هستند، زیرا حاشیه‌های ایمنی مناسبی در طرح‌ها وجود دارد. شاید نگرانی بزرگ‌تر این باشد که با توسعه فن‌آوری‌ها و مواد جدید با الزامات جدید و گسترده‌تر از خاصیت مکانیکی، و با افزایش محتوای ناخالصی در نتیجه افزایش بازیافت مواد، ممکن است شاهد خرابی‌های بین‌دانه‌ای در مواد و موقعیت‌هایی باشیم که در حال حاضر نیستیم؛ بنابراین، درک بیشتر از همه سازوکارهای پیرامون تفکیک ممکن است منجر به توانایی کنترل این تأثیرات در آینده شود. پتانسیل‌های مدل‌سازی، کار آزمایشی و نظریه‌های مرتبط هنوز هم برای توضیح این مکانیسم‌های تفکیک برای سیستم‌هایی که روزافزون پیچیده‌تر می‌شوند، ارائه می‌شود.

## نظریه‌های تفکیک
چندین تئوری فعالیت تفکیک تعادلی در مواد را توصیف می‌کنند. نظریه‌های جذب برای رابط جامد-جامد و سطح خلاء-جامد آنالوگ‌های مستقیم نظریه‌هایی هستند که در زمینه جذب گاز روی سطوح آزاد جامدات شناخته شده‌اند.

### نظریه لانگمویر-مک لین برای تفکیک مرزدانه و سطح دانه در سیستم‌های دودویی
این نخستین تئوری‌ای است که به‌طور خاص برای مرزدانه‌ها می‌باشد، که در آن مک لین از یک مدل که در آن P اتم‌های محلول توزیع شده به‌طور تصادفی در بین سایت‌های شبکه N، و p اتم‌های محلول توزیع شده به‌صورت تصادفی در بین n، مکان‌های مرز دانه مستقل هستند، استفاده می‌کند. انرژی آزاد کل به دلیل اتم‌های جامد به این صورت است:
{\displaystyle G=pe+PE-kT[\ln(n!N!)-\ln(n-p)!p!(N-P)!P!]}
E و e به ترتیب انرژی اتم املاح در شبکه و در مرزدانه هستند و اصطلاح kln نشان دهنده آنتروپی تشکیل اتم‌های محلول در مرزدانه و توده است. مک لین از مکانیک‌های آماری پایه برای یافتن تک لایه کسری جداکننده استفاده کرد ، {\displaystyle X_{b}} ، که در آن انرژی سیستم به حداقل رسیده‌است (در حالت تعادل)، G را از نظر p متمایز می‌کند، و خاطرنشان می‌کند که مجموع p و P ثابت است. در اینجا آنالوگ مرز دانهٔ جذب لانگمویر در سطوح آزاد به صورت زیر است:
{\displaystyle {\frac {X_{b}}{X_{b}^{0}-X_{b}}}={\frac {X_{c}}{1-X_{c}}}\exp \left({\frac {-\Delta G}{RT}}\right)}
در اینجا، {\displaystyle X_{b}^{0}} کسری از تک لایه مرزدانهٔ در دسترس برای اتم‌های جدا شده در اشباع‌شدن است ، {\displaystyle X_{b}} کسر واقعی پوشیده با تفکیک است ، {\displaystyle X_{c}} بخش عمده ای از بخش مولر محلول، و {\displaystyle \Delta G} انرژی آزاد جداسازی در هر مول محلول است.
مقدارهای {\displaystyle \Delta G} توسط مک لین با استفاده از انرژی کرنش الاستیک تخمین زده شده بود ،(انرژی کرنش الاستیک یا {\displaystyle E_{\text{el}}} منتشر شده توسط تفکیک اتم‌های محلول). اتم محلول توسط یک کره الاستیک نصب شده در یک سوراخ کروی در یک زنجیره ماتریس الاستیک ارائه شده‌است. انرژی الاستیک مرتبط با اتم محلول از این طریق بدست می‌آید:
{\displaystyle E_{\text{el}}={\frac {24\pi \mathrm {K} \mu _{0}r_{0}(r_{1}-r_{0})^{2}}{3\mathrm {K} +4\mu _{0}}}}
{\displaystyle \mathrm {K} } مدول حجمی محلول است ، {\displaystyle \mu _{0},} ماتریس مدول برشی، و {\displaystyle r_{0},} و {\displaystyle r_{1},} به ترتیب شعاع اتمی ماتریس و اتم‌های ناخالصی هستند. این روش مقادیر صحیح را با ضریب دو نشان می‌دهد (در مقایسه با داده‌های تجربی برای تفکیک مرزدانه)، اما با استفاده از روش Seah and Hondros این مقادیر با دقت بیشتری بدست می‌آید، که در بخش زیر توضیح داده شده‌است.

### انرژی آزاد تفکیک سطح در سیستم‌های باینری
با استفاده از نظریه کوتاه شدهٔ BET (نظریه جذب گاز که توسط Brunauer , Emmett و Teller ارائه شده‌است)، Seah و Hondros آنالوگ حالت جامد را اینگونه محاسبه می‌کنند:
{\displaystyle \left({\frac {-\Delta G'}{RT}}\right)}{\displaystyle {\frac {X_{b}}{X_{b}^{0}-X_{b}}}={\frac {X_{c}}{X_{c}^{0}}}\exp }
وقتی داریم: {\displaystyle \Delta G=\Delta G'+\Delta G_{\text{sol}}}
{\displaystyle X_{c}^{0}} انحلال‌پذیری جامد است که برای بسیاری از عناصر شناخته شده‌است (و در کتاب‌های متالورژی یافت می‌شود). در حد رقیق، ماده ای با انحلال‌پذیری کم دارای {\displaystyle X_{c}^{0}=\exp \left({\frac {\Delta G_{\text{sol}}}{RT}}\right)} می‌باشد، بنابراین معادله فوق نسبت به نظریه لانگمویر-مک لین کاهش می‌یابد. این معادله فقط به ازای {\displaystyle X_{c}\leq X_{c}^{0}} معتبر است. اگر بیش از حد املاح وجود داشته باشد به طوری که فاز دومی ظاهر شود، محتوای املاح به{\displaystyle X_{c}^{0}} محدود می‌شود و معادله به شکل زیر درمی‌آید:
{\displaystyle {\frac {X_{b}}{X_{b}^{0}-X_{b}}}=\exp \left({\frac {-\Delta G'}{RT}}\right)}
این تئوری برای تفکیک مرز دانه، برگرفته از نظریه کوتاه‌شدهٔ BET، توافق بسیار خوبی با داده‌های تجربی به دست آمده توسط طیف‌سنجی الکترونی Auger و سایر تکنیک‌ها فراهم می‌کند.

### سیستم‌های پیچیده‌تر
مدل‌های دیگری برای مدل‌سازی سیستم‌های باینری پیچیده‌تر وجود دارد. نظریه‌های فوق با این فرض عمل می‌کنند که اتم‌های تفکیک شده با یکدیگر متعامل نیستند. اگر در یک سیستم دودویی، اگر اتم‌های جاذب مجاور دارای انرژی تعامل {\displaystyle \omega \,} باشند، به گونه ای که بتوانند یکدیگر را جذب (اگر {\displaystyle \omega \,} منفی باشد) یا دفع (وقتی {\displaystyle \omega \,} مثبت است) کنند، آنالوگ حالت جامد نظریه جذب فاولر به صورت زیر تعمیم می‌یابد:
{\displaystyle {\frac {X_{b}}{X_{b}^{0}-X_{b}}}={\frac {X_{c}}{1-X_{c}}}\exp \left[{\frac {-\Delta G-Z_{1}\omega \,{\frac {X_{b}}{X_{b}^{0}}}}{RT}}\right].}
زمانی که {\displaystyle \omega \,} صفر باشد، این تئوری به تئوری لانگمویر و مک لین تبدیل می‌شود. با این حال، هرچقدر{\displaystyle \omega \,} منفی تر می‌شود، تفکیک به تدریج با کاهش دما، افزایش‌های شدیدتری را نشان می‌دهد تا اینکه سرانجام افزایش جداسازی در دمای خاصی ناپیوسته می‌شود، همان‌طور که در شکل زیر نشان داده شده‌است.
گوتمن، در سال ۱۹۷۵، تئوری فاولر را گسترش داد تا امکان تعامل بین دو گونه جداکننده مشترک در سیستم‌های چند جزئی فراهم شود. این اصلاح برای توضیح رفتار تفکیک پذیری که منجر به شکست‌های بین دانی‌ای مواد مهندسی می‌شود، بسیار حیاتی است. تئوری‌های پیچیده‌تر در کارهای گوتمان و مک لین و گاتمان به تفصیل شرح داده شده‌است.
معادله Langmuir-McLean برای تفکیک، هنگام استفاده از مدل محلول معمولی برای یک سیستم دودویی، برای تفکیک سطح معتبر است (اگرچه بعضی اوقات معادله با جایگزینی {\displaystyle X_{b}} با {\displaystyle X_{s}} نوشته خواهد شد) انرژی آزاد تفکیک سطح برابر است با {\displaystyle \Delta G_{s}=\Delta H_{s}-T\,\Delta S} . و آنتالپی توسط معادله زیر بدست می‌آید:
{\displaystyle -\Delta H_{s}=\gamma _{0}^{s}-\gamma _{1}^{s}-{\frac {2H_{m}}{ZX_{c}(1-X_{c})}}\left[Z_{1}(X_{c}-X_{s})+Z_{v}\left(X_{c}-{\frac {1}{2}}\right)\right]+{\frac {24\pi \mathrm {K} \mu _{0}r_{0}(r_{1}-r_{0})^{2}}{3\mathrm {K} +4\mu _{0}}}}
{\displaystyle \gamma _{0}} و {\displaystyle \gamma _{1}} انرژی‌های سطح ماتریس بدون حل‌شونده و با حل‌شونده هستند ، {\displaystyle H_{1}} گرمای مخلوط کردن آن‌ها، Z و {\displaystyle Z_{1}} اعداد کوئوردیناسیونی در ماتریس و سطح، و {\displaystyle Z_{v}} عدد کوئوردیناسیونی برای اتم‌های از سطح به لایهٔ زیر است. آخرین ترم در این معادله، انرژی کرنش الاستیک است {\displaystyle E_{\text{el}}} ، که در بالا آورده شده‌است، و با عدم تطابق بین اتم‌های محلول و ماتریس اداره می‌شود. برای فلزات جامد، انرژی‌های سطح با نقاط ذوب مقیاس می‌شود. نسبت غنی‌سازی تفکیک سطح هنگامی که اندازه اتم حل‌شده از اندازه اتم ماتریس بزرگ‌تر باشد و هنگامی که نقطه ذوب حل‌شونده از ماتریس پایین‌تر باشد افزایش می‌یابد.
یک گونه گازی شیمیایی روی سطح نیز می‌تواند در ترکیبات سطح آلیاژ باینری تأثیر داشته باشد. در حضور پوشش یک گونه شیمیایی مثل تتا، مدل لانگمویر-مک لین با انرژی آزاد تفکیک سطح ارائه شده توسط {\displaystyle \Delta G_{\text{chem}}} ، که در آن {\displaystyle \Delta G_{\text{chem}}} از طریق زیر بدست می‌آید، معتبر است:
{\displaystyle \Delta G_{\text{chem}}=\Delta G_{s}+(E_{B}-E_{A})\Theta \,}
{\displaystyle E_{A}} و {\displaystyle E_{B}} انرژی شیمیایی جذب گاز در حل‌شونده A و ماتریس B و {\displaystyle \Theta } پوشش کسری است. در دماهای بالا، تبخیر سطحی می‌تواند اتفاق بیفتد و باعث انحراف معادله مک لین شود. در دماهای پایین‌تر، هم مرزدانه و هم تفکیک سطح می‌تواند با نفوذ اتم‌ها از قسمت عمده به سطح یا رابط محدود شود.

## سینتیک تفکیک
در بعضی شرایط که جداسازی مهم است، اتم‌های تفکیک‌شده زمان کافی برای رسیدن به سطح تعادل خود را ندارند، همان‌طور که در تئوری‌های جذب، تعریف شده‌است. سینتیک تفکیک به یک عامل محدود کننده تبدیل می‌شود و باید مورد تجزیه و تحلیل قرار گیرد. اکثر مدل‌های موجود از سینتیک تفکیک از رویکرد مک لین پیروی می‌کنند. در مدل جداسازی تک‌لایه تعادل، فرض می‌شود که اتم‌های محلول از دو نیم کریستال نامتناهی به یک مرزدانه یا از یک‌نیمه کریستال نامتناهی به یک سطح تفکیک می‌شوند. نفوذ در بلورها توسط قوانین فیک توصیف شده‌است. نسبت غلظت حل‌شونده در مرزدانه به غلظت حل‌شونده در لایه اتمی مجاور حجم را  {\displaystyle \beta } (نسبت غنی‌سازی) به ما می‌دهد. بیشتر مدل‌ها فرض می‌کنند {\displaystyle \beta } ثابت است، اما در عمل این فقط در مورد سیستم‌های رقیق با سطح تفکیک پایین صادق است. در این حد رقیق، اگر {\displaystyle X_{b}^{0}} تک‌لایه‌ای است ، {\displaystyle \beta } از معادله زیر بدست می‌آید: {\displaystyle \beta ={\frac {X_{b}}{X_{c}}}={\frac {\exp \left({\frac {-\Delta G'}{RT}}\right)}{X_{c}^{0}}}} .
سینتیک تفکیک را می‌توان با این معادله شرح داد:
{\displaystyle {\frac {X_{b}(t)-X_{b}(0)}{X_{b}(\infty )-X_{b}(0)}}=1-\exp \left({\frac {FDt}{\beta ^{2}f^{2}}}\right)}{\displaystyle \operatorname {erfc} \left({\frac {FDt}{\beta ^{2}f^{2}}}\right)^{1/2}}
جایی که {\displaystyle F=4} برای مرزدانه‌ها و ۱ برای سطح آزاد باشد، {\displaystyle X_{b}(t)} حجم مرز در زمان t را نشان می‌دهد، {\displaystyle D} ضریب پخش توده است ، {\displaystyle f} وابسته به اندازه اتمی اتم‌های محلول (b)و ماتریس(a) است، که از معادله روبه‌رو بدست می‌آید:{\displaystyle f=a^{3}b^{-2}} . برای زمان‌های کوتاه، معادله فوق با معادلهٔ زیر تقریب زده می‌شود:
{\displaystyle {\frac {X_{b}(t)-X_{b}(0)}{X_{b}(\infty )-X_{b}(0)}}={\frac {2}{\beta f}}{\sqrt {\frac {FDt}{\pi }}}={\frac {2}{\beta }}{\frac {b^{2}}{a^{3}}}{\sqrt {\frac {FDt}{\pi }}}}
در واقع ، {\displaystyle \beta } یک ثابت نیست، اما به‌طور کلی با پیشرفت تفکیک به دلیل سیر شدن کاهش می‌یابد. اگر مقدار اولیهٔ {\displaystyle \beta } زیاد باشد و همزمان با اشباع شدن تفکیک سریع سقوط کند، معادله فوق تا نقطهٔ اشباع شدن معتبر است.

## در ریخته‌گری‌های فلزی
تمام ریخته‌گری‌های فلزی تا حدی تفکیک را تجربه می‌کنند و تمایز بین تفکیک کلان و تفکیک خرد ایجاد می‌شود. تفکیک خرد به تفاوتهای موضعی در ترکیب بین بازوهای دندریت اشاره دارد و با یک عملیات یکدست‌سازی حرارتی می‌تواند به میزان قابل توجهی کاهش یابد. این امر ممکن به این خاطر ممکن است که مسافت‌های درگیر (به‌طور معمول در حدود ۱۰ تا ۱۰۰ میکرومتر) به اندازه کافی کوچک هستند تا نفوذ یک مکانیسم قابل توجه باشد. در مورد تفکیک کلان چنین نیست؛ بنابراین، تفکیک کلان در ریخته‌گری‌های فلزی با استفاده از روش تصفیه حرارتی، قابل اصلاح یا از بین بردن نیست.

## برای مطالعهٔ بیشتر
- Lejcek, Pavel (2010). Grain boundary segregation in metals. Berlin: Springer-Verlag. ISBN 978-3-642-12504-1.
- Shvindlerman, Günter Gottstein, Lasar S. (2010). Grain boundary migration in metals: thermodynamics, kinetics, applications (2nd ed.). Boca Raton: Taylor & Francis. ISBN 978-1-4200-5435-4.